# Du sam núi đất
Du sam hay du sam núi đất (danh pháp: Keteleeria evelyniana) là một loài thực vật hạt trần trong họ Thông. Loài này được Mast. miêu tả khoa học đầu tiên năm 1903.

## Hình ảnh

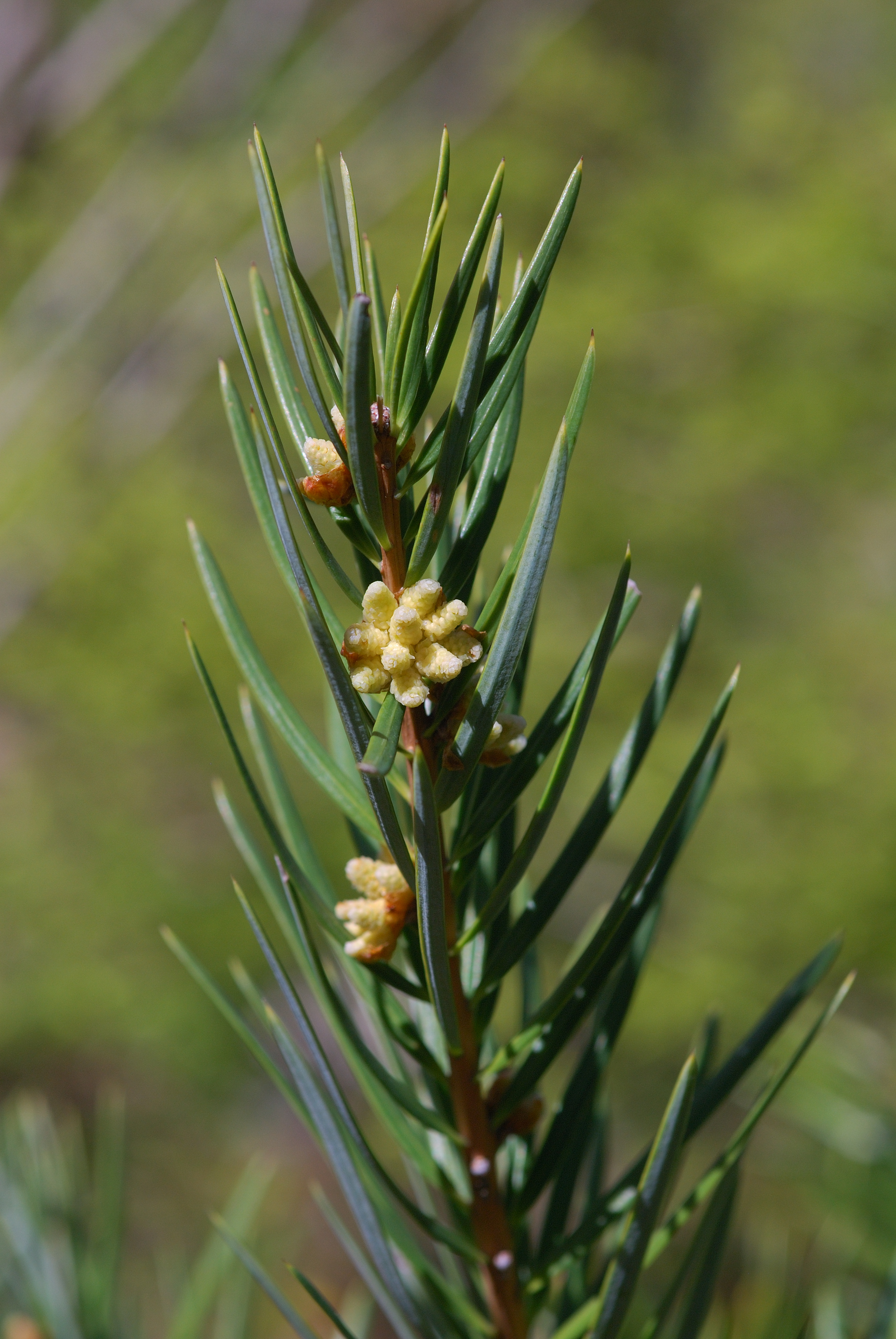
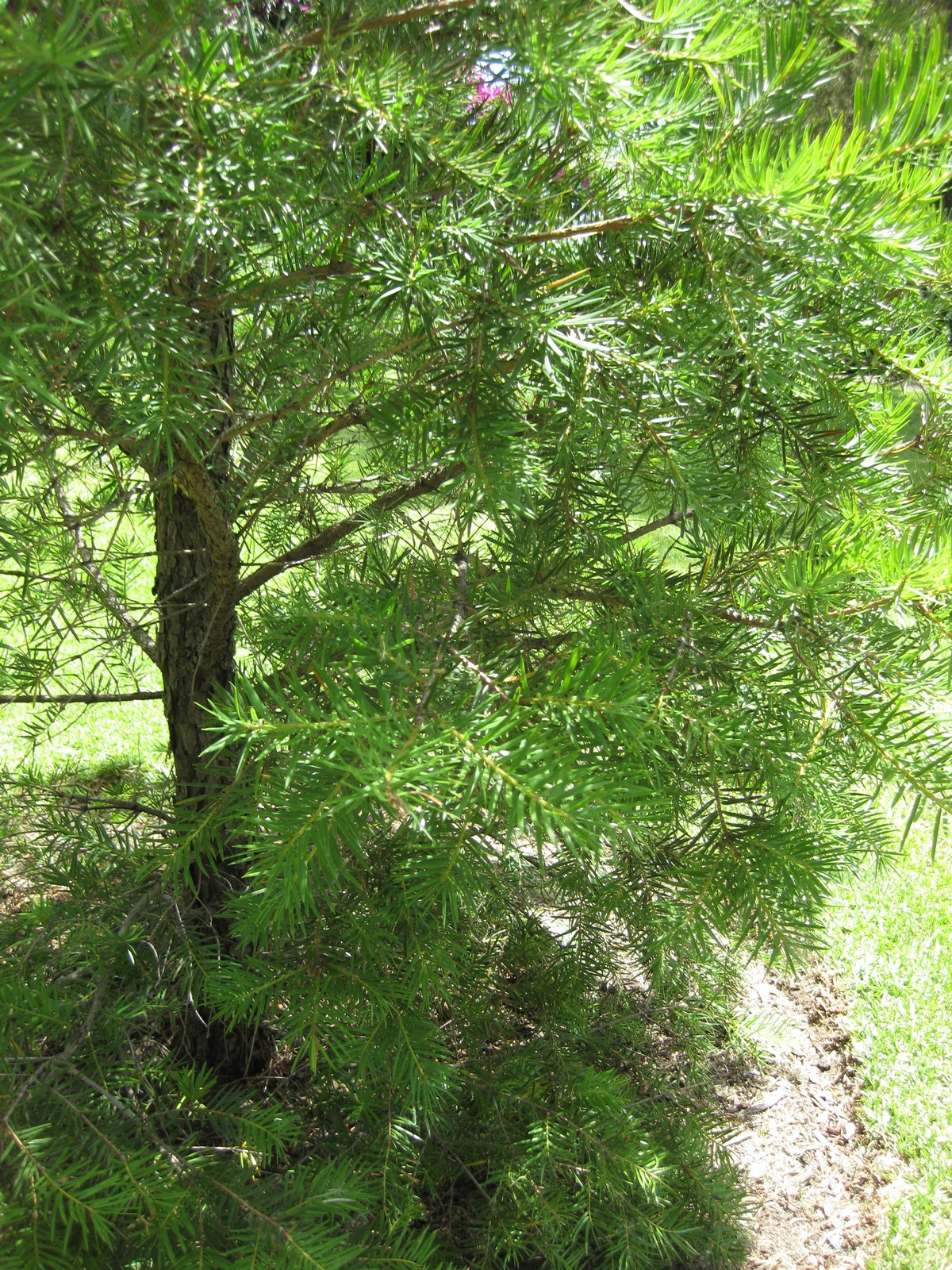
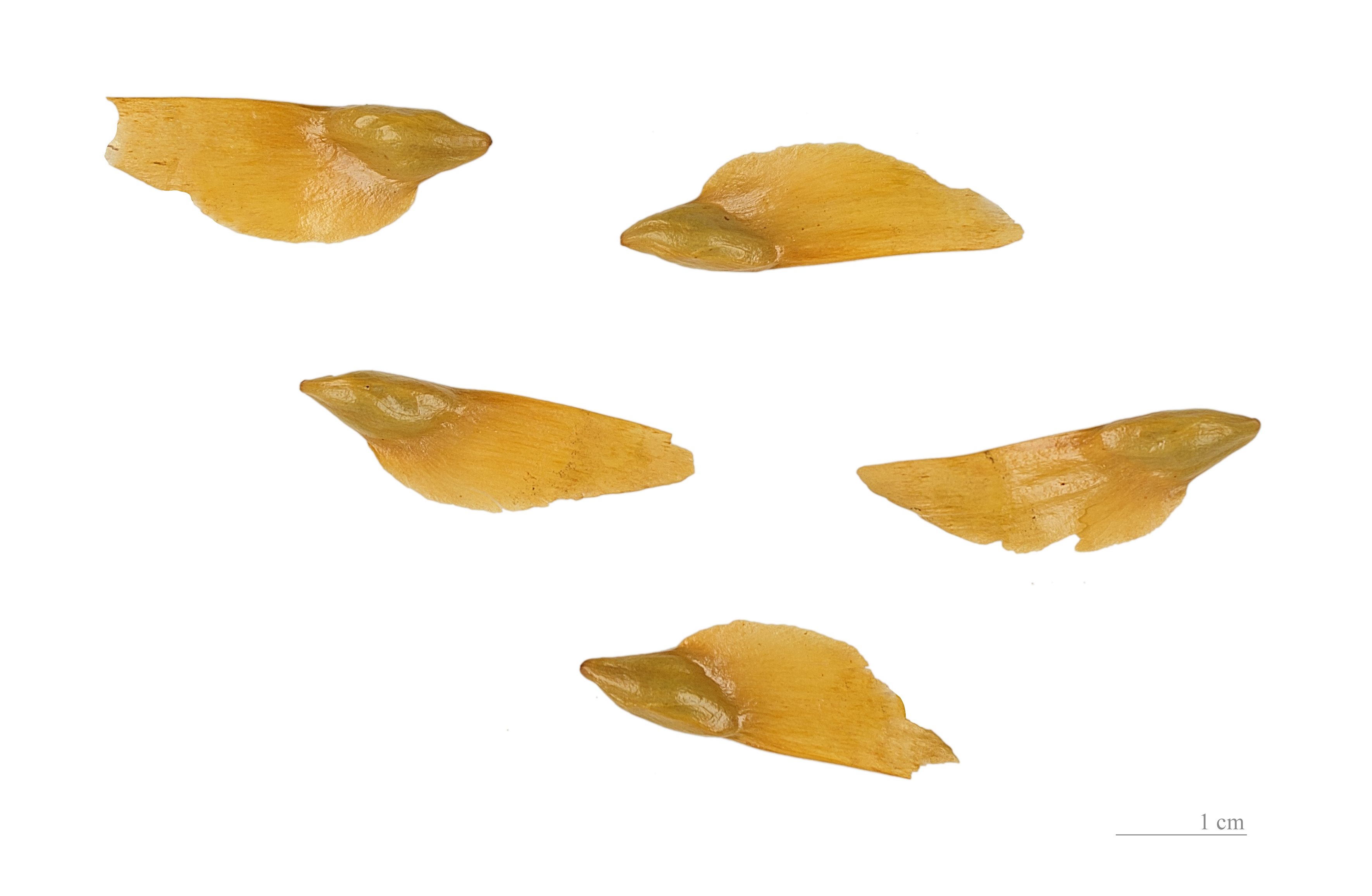
Hạt du sam núi đất